# Дрење (Исток)
Дрење (алб. Drejë/Drenë) је насељено место у општини Исток, на Косову и Метохији. Према попису становништва из 2011. у насељу је живело 415 становника.

## Становништво
Према попису из 2011. године, Дрење има следећи етнички састав становништва:
| Националност | 2011.        |
| Албанци      | 366 (88,19%) |
| Египћани     | 48 (11,57%)  |
| Бошњаци      | 1 (0,24%)    |
| Укупно       | 415          |

| Демографија | Демографија | Демографија |
| Година      | Становника  | Становника  |
| ----------- | ----------- | ----------- |
| 1948.       | 197         |             |
| 1953.       | 217         |             |
| 1961.       | 287         |             |
| 1971.       | 375         |             |
| 1981.       | 440         |             |
| 1991.       | 507         |             |
| 2011.       | 415         |             |